# Waukesha (condado de Waukesha, Wisconsin)
Waukesha es un pueblo ubicado en el condado de Waukesha en el estado estadounidense de Wisconsin. En el Censo de 2010 tenía una población de 9133 habitantes y una densidad poblacional de 163,92 personas por km².

## Geografía
Waukesha se encuentra ubicado en las coordenadas 42°57′38″N 88°14′58″O / 42.96056, -88.24944. Según la Oficina del Censo de los Estados Unidos, Waukesha tiene una superficie total de 55.72 km², de la cual 55.01 km² corresponden a tierra firme y (1.26%) 0.7 km² es agua.

## Demografía
Según el censo de 2010, había 9133 personas residiendo en Waukesha. La densidad de población era de 163,92 hab./km². De los 9133 habitantes, Waukesha estaba compuesto por el 95.72% blancos, el 0.49% eran afroamericanos, el 0.3% eran amerindios, el 1.72% eran asiáticos, el 0.02% eran isleños del Pacífico, el 0.77% eran de otras razas y el 0.99% pertenecían a dos o más razas. Del total de la población el 3.7% eran hispanos o latinos de cualquier raza.